# Deutsche Vereinigung für Posen und Pommerellen

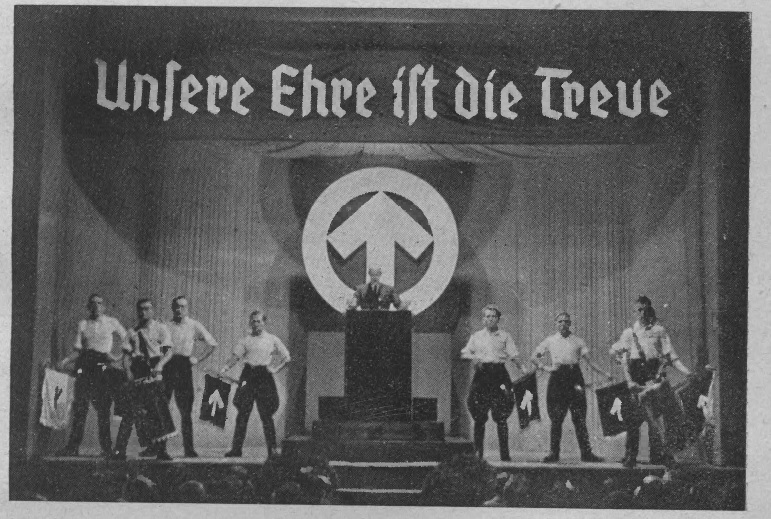
Jahresversammlung der DV in Bydgoszcz (10. September 1938)

Die Deutsche Vereinigung für Posen und Pommerellen (DV) mit dem Sitz in Bromberg war eine Organisation der deutschen Minderheit in Polen.
Die DV zählte neben der Jungdeutschen Partei (JdP) zu den bedeutendsten Verbänden der deutschen Minderheit in Polen.

## Geschichte
1934 wurde die Vereinigung von den seit 1933 im Volksdeutschen Rat zusammengeschlossenen reichsdeutschen Volkstumspolitikern gegründet. Besonders wirksam war Hans Joachim Kohnert, später SS-Oberführer und Träger des Ritterkreuzes des Kriegsverdienstkreuzes.
Die Vereinigung war Herausgeberin der Zeitungen Posener Tageblatt (Posen) und Deutsche Rundschau in Polen (Bromberg), die in erster Linie agitatorische Zwecke erfüllten.
Mit einem „feierlichen Abschlussappell“ in Bromberg wurde die Deutsche Vereinigung im Januar 1940 aufgelöst.